# Frances White
Frances White (1 de enero de 1896-24 de febrero de 1969) fue una actriz y compositora estadounidense, quién en 1917 compuso la canción M-I-S-S-I-S-S-I-P-P-I, que fue escrito por Ben Ryan para ella. Apareció en 29 películas entre 1914 y 1922, falleció en febrero de 1969 a los 73 años, en Los Ángeles, California.

## Filmografía
- The Boundary Rider (1914)
- The Warning (1914)
- A Prince of India (1914)
- The New Adventures of J. Rufus Wallingford (1915)
- The Bungalow Bungle (1915)
- Three Rings and a Goat (1915)
- A Rheumatic Joint (1915)
- The Master Stroke (1915)
- The Lilac Splash (1915)
- A Trap for Trapp (1915)
- A Bang Sun Engine (1915)
- A Transaction in Summer Boarders (1915)
- Detective Blackie (1915)
- Apples and Eggbeaters (1915)
- A Stony Deal (1915)
- Buying a Bank with Bunk (1915)
- The Missing Heir (1915)
- Lord Southpaugh (1916)
- Hazel Kirke (1916)
- The Lottery Man (1916)
- Beatrice Fairfax (1916)
- Beatrice Fairfax Episode 5: Mimosa San (1916)
- The Black Stork (1917)
- Below Zero (1917)
- National Red Cross Pageant (1917)
- The Eagle's Eye (1918)
- The Missionary (1918)
- The Crooked Dagger (1919)
- Face to Face (1922)